# Toracoscopia
Os médicos especialistas em cirurgia torácica utilizam o toracoscópio ou o mediastinoscópio para a visibilização da cavidade pleural.
Deste modo realizam biópsias dirigidas possibilitando o diagnóstico de doenças intratorácicas (pleurais, pulmonares, etc.).